# Jacob van Campen
Jacob van Campen (ur. 2 lutego 1596 w Haarlem, zm. 13 września 1657 w Amersfoort) – holenderski malarz i architekt.

## Życiorys
Urodzony w Haarlemie w bogatej rodzinie, studiował malarstwo u Fransa de Grebbera. W 1614 został mistrzem w gildii św. Łukasza w Haarlemie. W czasie pobytu we Włoszech zetknął się z pracami architektonicznymi Andrea Palladio.
Van Campen jest uważany za pioniera budownictwa klasycyzującego baroku w Holandii. Najwcześniejszym zachowanym budynkiem projektowanym przez van Campena jest kamienica Coymana w Amsterdamie, zbudowana w 1625. Jego uczniem był Tylman z Gameren.

## Główne dzieła
- Kamienica Coymana, 1625
- Mauritshuis, Haga, 1633–1641
- Teatr Van Campenów, Amsterdam, 1638
- Pałac Noordeinde w Hadze, 1640
- współudział z Pieter Post przy Huis ten Bosch (Pałac Królewski), Haga 1645
- Pałac królewski w Amsterdamie (wcześniej Ratusz), 1648–1665
- Prawdopodobnie brał udział w przebudowie Domu Rembranta w 1639
- przypuszczalnie brał udział w projektowaniu zamku Drakesteijn

## Galeria

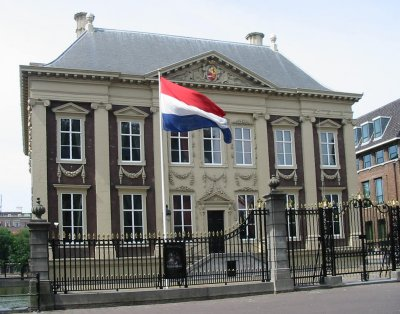
Mauritshuis z 1640 r., Haga
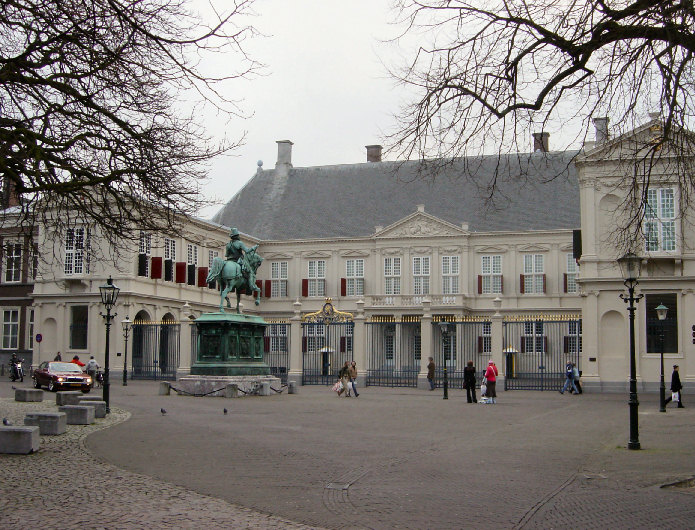
Pałac Noordeinde w Hadze
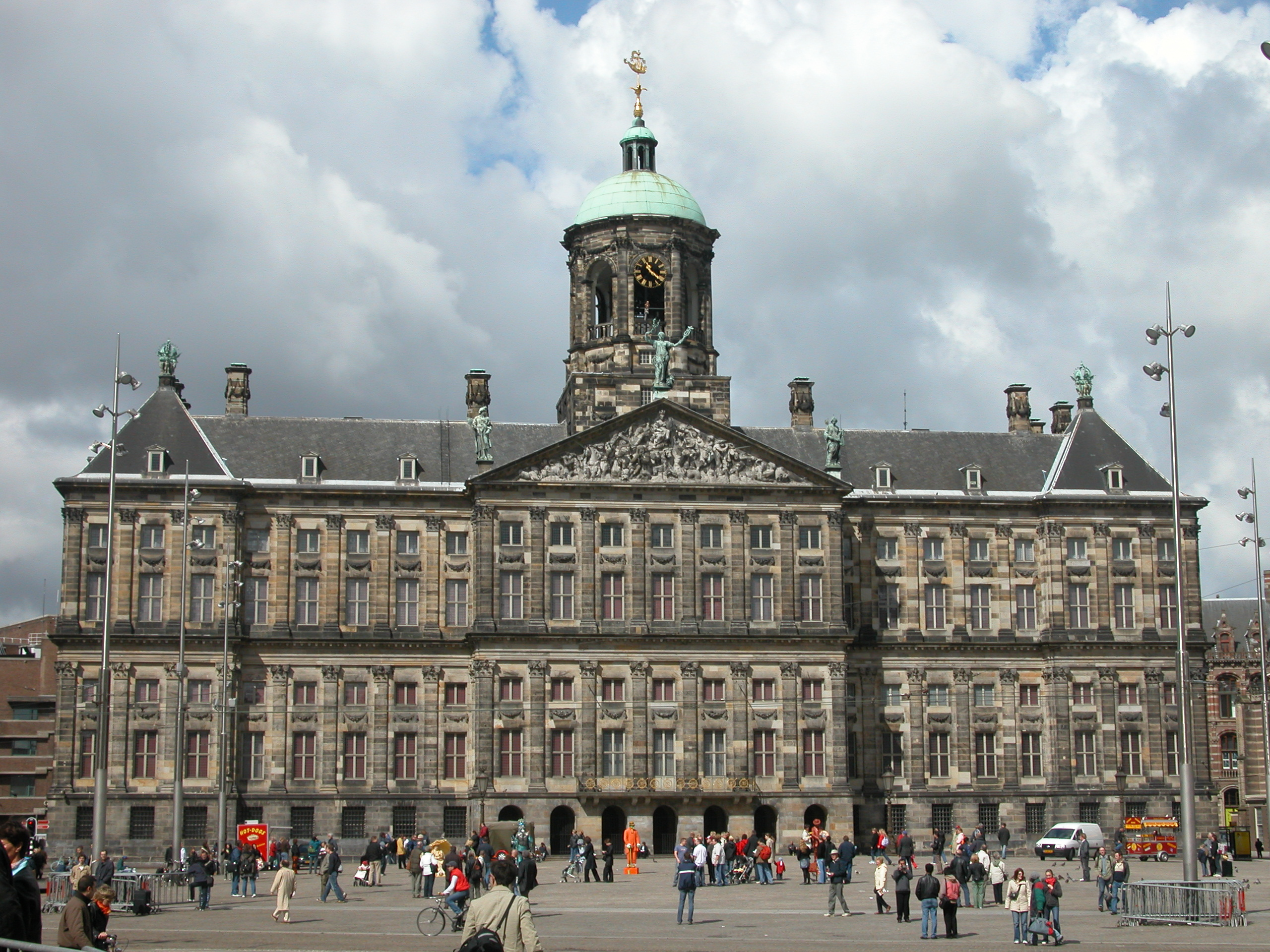
Ratusz - Pałac Królewski w Amsterdamie
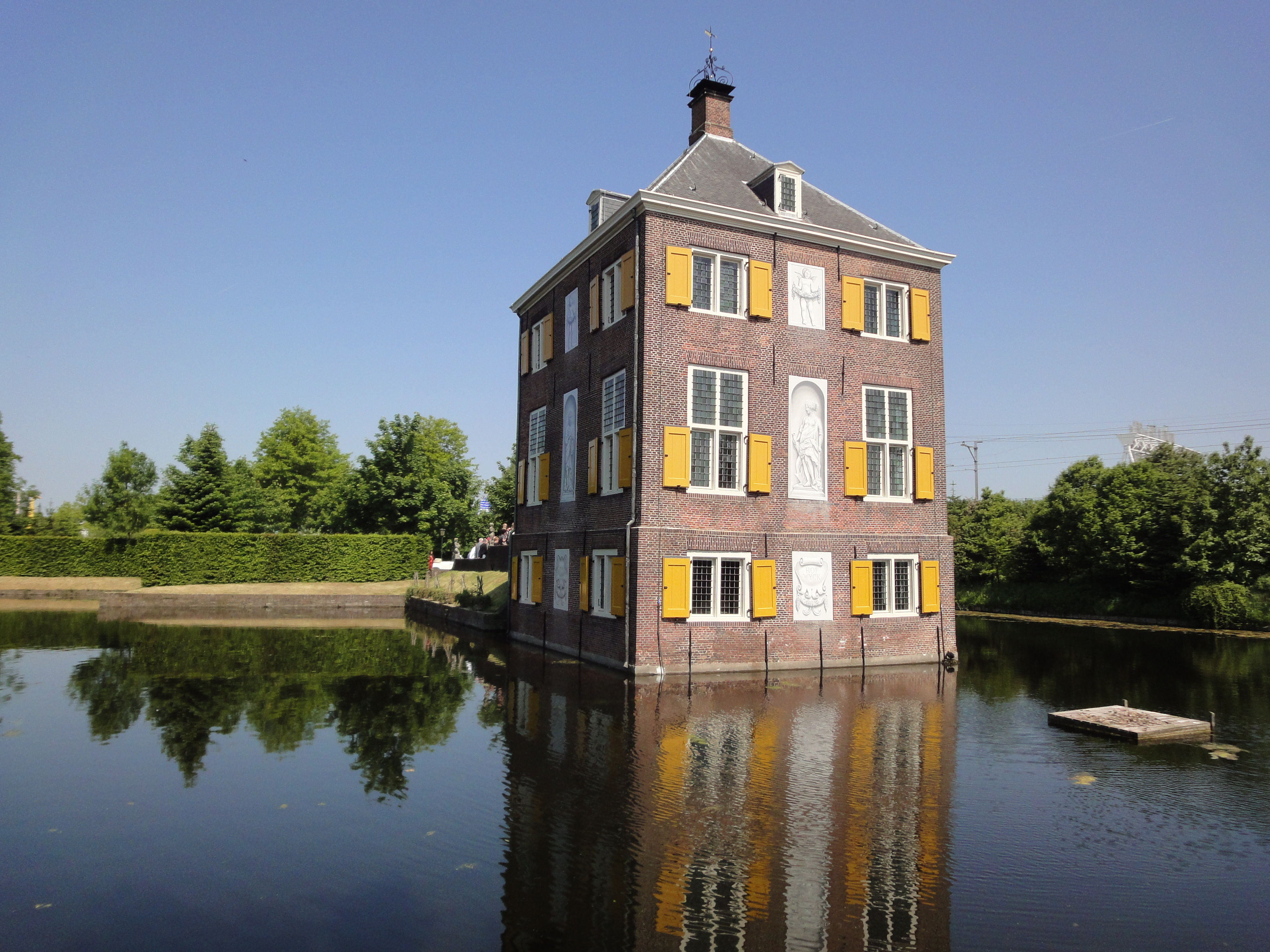
Dwór Hofwijck w Voorburgu
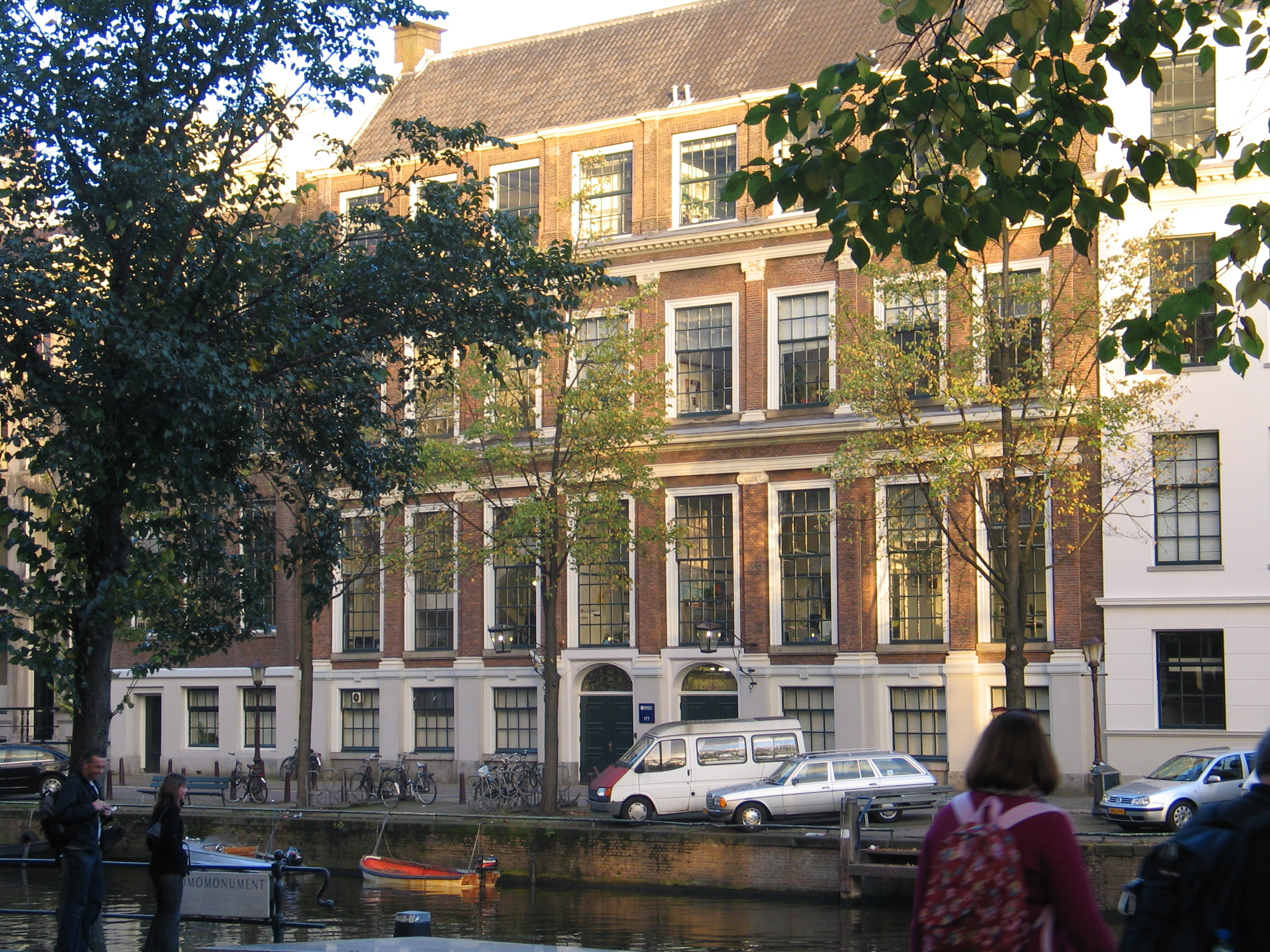
Kamienica Coymana
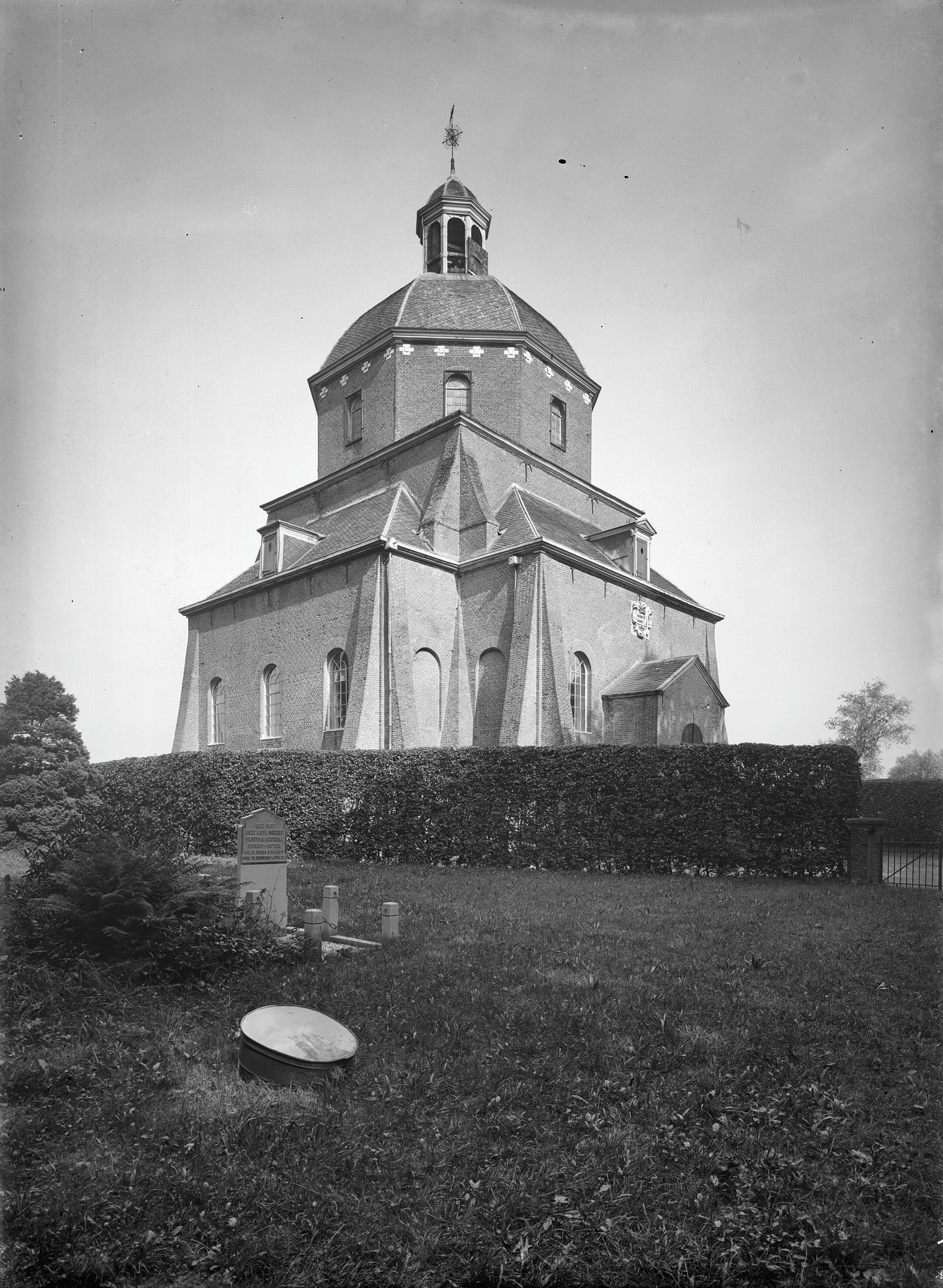
Kościół w Renswoude
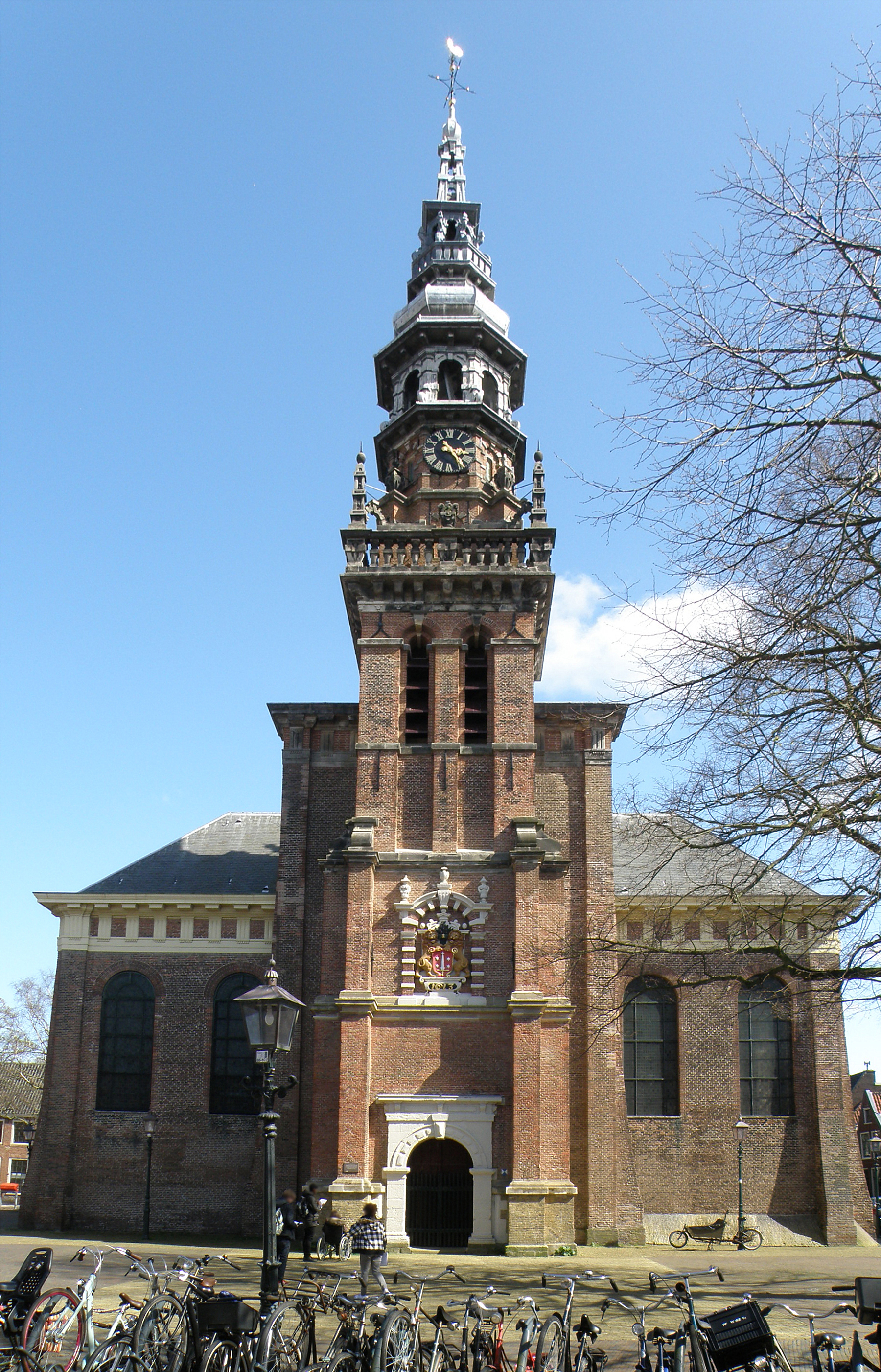
Nieuwe Kerk w Haarlemie
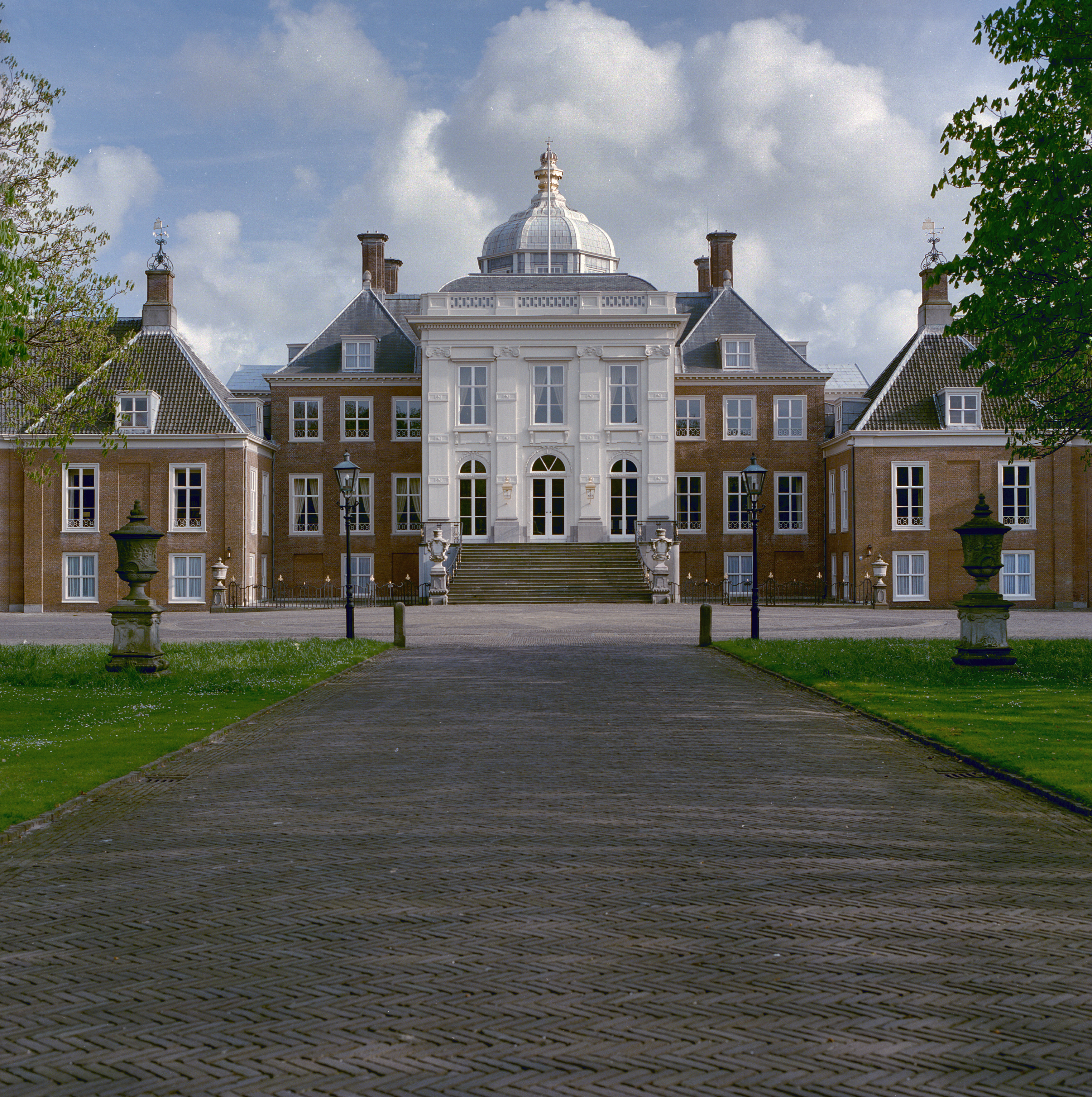
Huis ten Bosch w Hadze